# Nossebro
Nossebro è una città della Svezia, capoluogo del comune di Essunga, nella contea di Västra Götaland. Ha una popolazione di 1.774 abitanti.